# Olympische Sommerspiele 1992/Kanu – Zweier-Canadier 1000 m (Männer)
Die Wettkämpfe im Zweier-Canadier über 1000 Meter bei den Olympischen Sommerspielen 1992 wurden vom 4. bis 8. August 1992 im spanischen Küstenort Castelldefels ausgetragen. 
Olympiasieger wurden Ulrich Papke und Ingo Spelly, die sich über 500 Meter noch mit Silber zufriedengeben mussten.

## Ergebnisse

### Vorläufe
Die jeweils ersten zwei Boote qualifizierten sich direkt für das Finale, die restlichen Boote für die Halbfinals.

#### Vorlauf 1
| Rang | Athleten                              | Nation         | Zeit        |
| ---- | ------------------------------------- | -------------- | ----------- |
| 1    | Ulrich Papke Ingo Spelly              | Deutschland    | 3:32,08 min |
| 2    | Arne Nielsson Christian Frederiksen   | Dänemark       | 3:32,32 min |
| 3    | Martin Marinow Blagowest Stojanow     | Bulgarien      | 3:33,57 min |
| 4    | Dariusz Koszykowski Mariusz Walkowiak | Polen          | 3:38,72 min |
| 5    | Andrew Train Stephen Train            | Großbritannien | 3:40,13 min |
| 6    | Antonio Romero Ramón Ferrer           | Mexiko         | 3:41,10 min |
| 7    | Fernando Zamora Juan Aballí           | Kuba           | 3:48,78 min |

#### Vorlauf 2
| Rang | Athleten                               | Nation             | Zeit        |
| ---- | -------------------------------------- | ------------------ | ----------- |
| 1    | Gheorghe Andriev Nicolae Juravschi     | Rumänien           | 3:34,92 min |
| 2    | Didier Hoyer Olivier Boivin            | Frankreich         | 3:35,82 min |
| 3    | Attila Pálizs György Kolonics          | Ungarn             | 3:37,55 min |
| 4    | Aljaksandr Hramowitsch Oleksij Ihrajew | Vereintes Team     | 3:38,11 min |
| 5    | Larry Cain David Frost                 | Kanada             | 3:38,84 min |
| 6    | Katsuya Toyama Tsunehisa Uchino        | Japan              | 3:52,11 min |
| 7    | Wyatt Jones Gregory Steward            | Vereinigte Staaten | 4:01,65 min |

### Halbfinalläufe
Die ersten zwei Boote des jeweiligen Halbfinals und der zeitbessere Dritte erreichten das Finale.

#### Halbfinale 1
| Rang | Athleten                              | Nation         | Zeit        |
| ---- | ------------------------------------- | -------------- | ----------- |
| 1    | Attila Pálizs György Kolonics         | Ungarn         | 3:43,96 min |
| 2    | Fernando Zamora Juan Aballí           | Kuba           | 3:46,01 min |
| 3    | Andrew Train Stephen Train            | Großbritannien | 3:46,36 min |
| 4    | Dariusz Koszykowski Mariusz Walkowiak | Polen          | 3:48,28 min |
| 5    | Katsuya Toyama Tsunehisa Uchino       | Japan          | 3:57,81 min |

#### Halbfinale 2
| Rang | Athleten                               | Nation             | Zeit        |
| ---- | -------------------------------------- | ------------------ | ----------- |
| 1    | Martin Marinow Blagowest Stojanow      | Bulgarien          | 3:39,58 min |
| 2    | Aljaksandr Hramowitsch Oleksij Ihrajew | Vereintes Team     | 3:39,66 min |
| 3    | Larry Cain David Frost                 | Kanada             | 3:40,86 min |
| 4    | Antonio Romero Ramón Ferrer            | Mexiko             | 3:44,13 min |
| —    | Wyatt Jones Gregory Steward            | Vereinigte Staaten | DSQ         |

### Finale
| Rang | Athleten                               | Nation         | Zeit        |
| ---- | -------------------------------------- | -------------- | ----------- |
| 1    | Ulrich Papke Ingo Spelly               | Deutschland    | 3:37,42 min |
| 2    | Arne Nielsson Christian Frederiksen    | Dänemark       | 3:39,26 min |
| 3    | Didier Hoyer Olivier Boivin            | Frankreich     | 3:39,51 min |
| 4    | Gheorghe Andriev Nicolae Juravschi     | Rumänien       | 3:39,88 min |
| 5    | Attila Pálizs György Kolonics          | Ungarn         | 3:42,86 min |
| 6    | Martin Marinow Blagowest Stojanow      | Bulgarien      | 3:43,97 min |
| 7    | Larry Cain David Frost                 | Kanada         | 3:46,21 min |
| 8    | Aljaksandr Hramowitsch Oleksij Ihrajew | Vereintes Team | 3:53,90 min |
| 9    | Fernando Zamora Juan Aballí            | Kuba           | 4:00,06 min |